# Green Dam Youth Escort
Green Dam Youth Escort (chino: 绿坝·花季护航; pinyin: Lǜbà·Huājì Hùháng) es un software del tipo filtro de contenido para Windows desarrollado en la República Popular China. Originalmente bajo la directiva del Ministerio de la Industria y Tecnología Informática (MIIT) tomó efecto el 1 de julio de 2009, el cual sería obligatorio tener también el software pre-instalado o tener los archivos de instalación en un disco compacto para todas las computadoras nuevas vendidas en China continental, incluyendo los importados del extranjero. Subsecuentemente, esto fue cambiado a ser voluntario.

Sin embargo, los usuarios finales, no están bajo un mandato para ejecutar el software.